# Langschnabel-Erddrossel

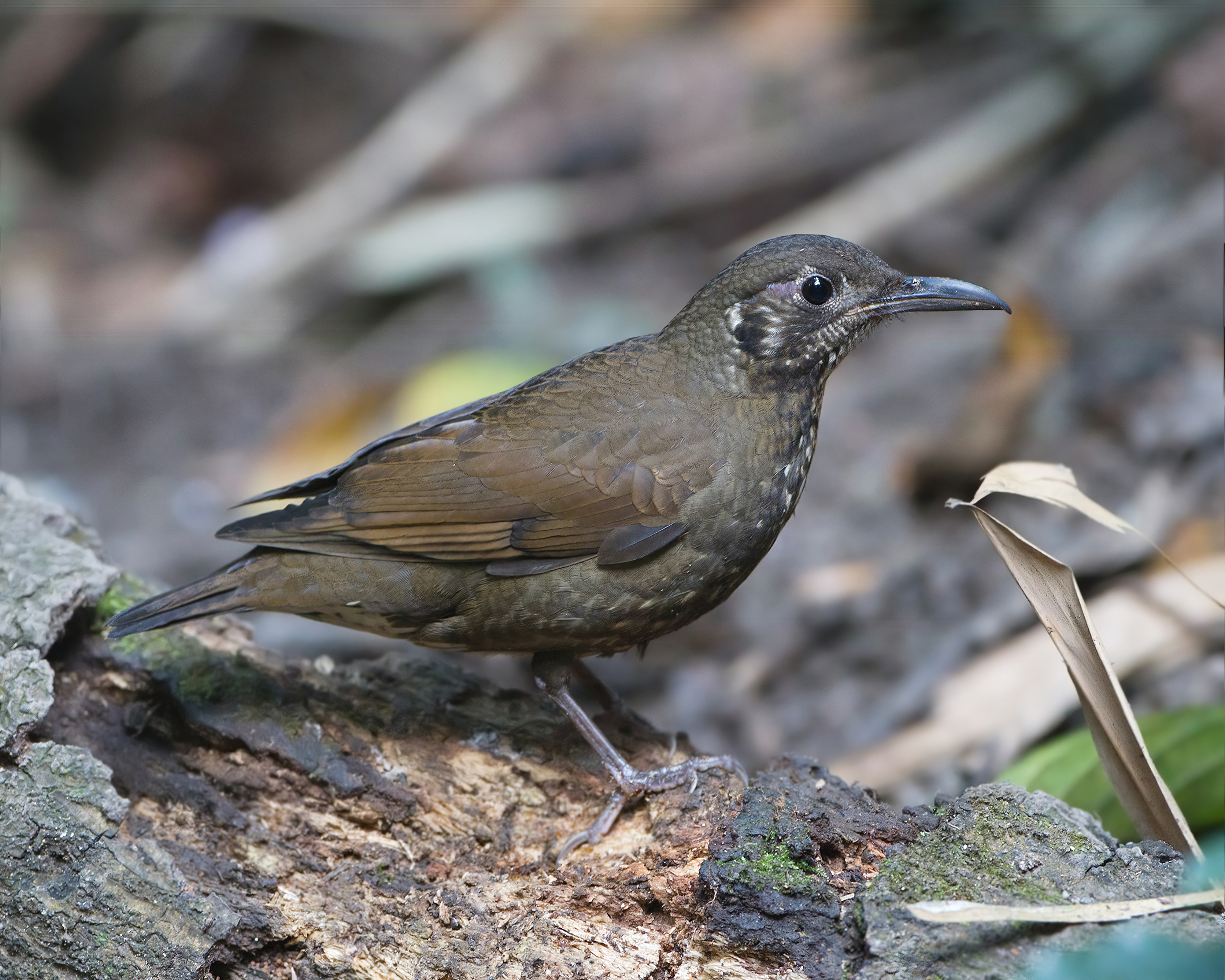
Langschnabel-Erddrossel im Nationalpark Doi Inthanon

Die Langschnabel-Erddrossel (Zoothera marginata), zuweilen einfach Langschnabeldrossel genannt, ist eine in Asien vorkommende Singvogelart aus der Familie der Drosseln (Turdidae).

## Merkmale
Die Langschnabel-Erddrossel erreicht eine Körperlänge von ca. 25 Zentimetern. Zwischen den Geschlechtern besteht kein Sexualdimorphismus. Das Gefieder der Oberseite einschließlich der Flügeldecken sowie der kurzen Schwanzfedern ist dunkelbraun. Hinter dem Ohr hebt sich ein kleiner weißer Fleck ab. Die Unterseite der Vögel ist cremig weiß und braun geschuppt. Der Schnabel ist bei beiden Geschlechtern schwarzgrau und im Vergleich zu anderen Drosselarten außergewöhnlich lang und leicht gebogen, die Iris ist schwarz, Beine und Füße haben eine graue Farbe.

## Ähnliche Arten
Einen langen Schnabel besitzt auch die in den Ausläufern des Himalaya vorkommende Bergerddrossel (Zoothera montikola), die im Gesamterscheinungsbild noch etwas dunkler als die Langschnabel-Erddrossel gefärbt ist und der der weiße Fleck hinter dem Ohr fehlt.

## Verbreitung, Unterarten und Lebensraum
Die Langschnabel-Erddrossel kommt in Nepal, Bhutan, Thailand, Indien, Bangladesh, Myanmar, Laos, Vietnam und im Süden Chinas vor. Die Art bewohnt Laubwälder in Höhenlagen zwischen 750 und 2600 Metern. Es werden keine Unterarten geführt:

## Lebensweise
Langschnabel-Erddrosseln leben überwiegend in dichten Laubwäldern in feuchten und felsigen Gebieten. Mit ihrem langen Schnabel suchen sie in Felsspalten sowie im Erdreich nach Wirbellosen, die ihre Hauptnahrung darstellen. Ihr Gesang ist relativ monoton und aus kurzen Phrasen gebildet. Hauptbrutzeit sind die Monate Mai bis August. Das Nest wird in ca. fünf Metern Höhe tassenförmig aus Grashalmen und Moos hergestellt. Ein Gelege besteht aus drei bis vier Eiern. Die Eier haben eine weißliche bis hellgraue Farbe und sind mit einigen rotbraunen Sprenkeln überzogen.

## Bestand und Gefährdung
Die Langschnabel-Erddrossel ist in ihren Vorkommensgebieten zwar im Rückgang begriffen, wird von der Weltnaturschutzorganisation IUCN jedoch noch als „least concern = nicht gefährdet“ geführt.